# Dídac Fàbregas i Guillén
Dídac Fàbregas i Guillén. Ripollet, (Vallès Occidental) 1947. Va ser un treballador del metall, polític, escriptor, advocat i actualment empresari català. Nascut en una família de treballadors, des del quinze anys treballa com ajustador en una fàbrica metal·lúrgica.

## Trajectòria política durant el franquisme
Va iniciar la seva activitat pública durant el franquisme. Va ingressar a Comissions Obreres el 1962. El 1965 s'afilia al PSUC, però el 1996 l'abandona i comença a militar en el Front Obrer de Catalunya (FOC), versió catalana del FLP, on fou responsable polític del Vallès Occidental i membre del Comitè de Direcció. En 1968 sofreix detenció policial i és empresonat com a dirigent sindical del Vallès i de Comissions Obreres. En 1969 és processat i condemnat pel Tribunal d'Ordre Públic per associació il·lícita i propaganda il·legal. Entre 1970 i 1971 compleix condemna a la presó de Barcelona i el penal de Jaén.
Defensor d'una major autonomia dels sindicats en relació als partits, a finals de 1968 se separa del FOC en el moment de la crisi i descomposició d'aquesta organització política i, juntament amb Manuel Murcia i Ros i José Antonio Díaz Valcárcel comencen a publicar la revista ¿Qué hacer?, que en 1969 passa a denominar-se, Revista Nuestra clase: Comisiones Obreras butlletí de las “Plataformas de Comisiones Obreras”, organització que s'enfrontà amb les tendències majoritàries de la CONC liderades per obrers afiliats al PSUC.
Paral·lelament Fàbregas, amb els mateixos Manuel Murcia i Díaz Valcárcel, participen en la creació dels Círculos de Formación de Cuadros, precedents de l'Organización de Izquierda Comunista. Després Fàbregas serà un dels fundadors dels Cercles Obrers Comunistes. En 1974 aquest grup es transformaria en l'Organització d'Esquerra Comunista d'Espanya (OICE), de tendència “consellista” i d'esquerra comunista. En en 1975, l'OICE modificaria el seu nom, eliminant la referència a Espanya i passant a dir-se simplement Organització d'Esquerra Comunista (OIC).Fàbregas s'hi manté com a secretari general i màxim dirigent.

## L'etapa democràtica
L'11 de gener de 1978 dimiteix del seu càrrec de secretari general de la OIC després d'una votació majoritària en l'executiva federal que li exigeix la fusió amb el Moviment Comunista (MC). Quatre dies després, en una carta dirigida a la Comissió Executiva Federal renuncia a la seva militància. Posteriorment, la OIC va ser absorbida pel MC com a organització, la qual cosa va motivar que una part importantíssima dels seus antics fundadors i de molts dirigents històrics abandonessin aquesta organització per passar a militar en el PCE, PSUC, PSOE o en el PSC.
El gener de 1978 ingressa en el PSC-Congrés, sent nomenat responsable del Comitè Nacional de Política Municipal i Urbana d'aquest partit. El juliol d'aquest any, amb la unificació dels socialistes de Catalunya, en el nou Partit dels Socialistes de Catalunya és triat membre del consell nacional del Partit, Secretari de Política Municipal i Urbana en la Federació del PSC a Barcelona. En les eleccions de 1980 al Parlament de Catalunya ocupa el lloc 23è de la llista del PSC. No obté l'acta de diputat per ben poc, ja que el PSC obté 22 parlamentaris en aquesta convocatòria. En el fullet de presentació de candidats, se'l qualifica professionalment com a "obrer metal·lúrgic en atur".
En 1980 inicia la carrera de Dret i ingressa com a funcionari laboral en el Servei de Recaptació d'Impostos de l'Estat de la Diputació de Barcelona. Fins a 1983 exerceix el càrrec de Coordinador General d'aquest Servei. El maig de 1982 és triat membre del Comitè Federal del PSOE, càrrec en el qual romandrà fins a 1985, moment en el qual abandona la seva activitat orgànica tant en la direcció del PSC (havia estat membre del Consell Nacional des de 1978 a 1985) com en el PSOE. En 1983 va ocupar el càrrec de director general d'Economia i Planificació de la Junta de Castella-la Manxa. L'any següent va ser nomenat director general de Desenvolupament Autonòmic del Govern central. El BOE de 27/09/1984 publica el seu cessament per dimissió a petició pròpia en aquest lloc, últim càrrec públic que exerceix.

## Trajectòria empresarial
El 1985 abandona la seva militància activa i tot càrrec orgànic en el PSC i el PSOE, i inicia la seva carrera empresarial. Una tasca molt allunyada de les idees, els valors i la pràctica que defensà durant les etapes anteriors de la seva vida. L'abril de 2013 apareix en la llista de Barcelona de primers evasors fiscals que publica la llista Falciani

## Obra[13]
Dídac Fàbregas és autor dels següents llibres:
- Aproximación a la historia de Comisiones Obreras y de las tendencias forjadas en su seno. Cuadernos de Ruedo Ibérico, nº 39-40 (octubre 1972- enero 1973). (amb el pseudònim de Jerónimo Hernández).
- El militante y la construcción del partido comunista. Llibre clandestí editat per OICE el 1974. (amb el pseudònim de Jerónimo Hernández).
- La lucha política y económica en la formación de la conciencia de clase. Llibre clandestí editat per OICE, el 1975. (amb el pseudònim de Jerónimo Hernández).
- La huelga y la reforma (Sabadell, metal, otoño 1976). Ediciones de la Torre, Barcelona 1977. Escrit en col·laboració amb Dionisio Giménez Plaza.
- España en la encrucijada: evolución o involución. Textos del Bronce, 1997. Prologat per Joaquín Leguina.
- Ley de Inversión extranjera. Viena-Cincel, 1998.
- La democracia en la España del siglo XXI. Viena Edicions, 2007.[14][15]
- Por un nuevo pacto social y político. Centre d'Estudis Jordi Pujol, 2010.
- El Estado subvencionador contra el Estado del bienestar.Ed. Viena, 2012

Articles:
- Sobre la alternativa sindicatos/consejos. Nº 11 de la revista Zona Abierta. Madrid, 1974.
- Un partido para construir y dirigir el cambio. Nº 17 de la revista Leviatán. Madrid, 1984.